# Arbeitsgemeinschaft Bergen-Belsen
Die Arbeitsgemeinschaft Bergen-Belsen unterstützt ehrenamtlich die Arbeit der Gedenkstätte Bergen-Belsen. Sie setzt sich dafür ein, dass diese ein Ort der Mahnung und ein Aufruf zur Menschlichkeit und Verantwortung ist. Der Verein wurde im März 1985 gegründet.

## Projekte

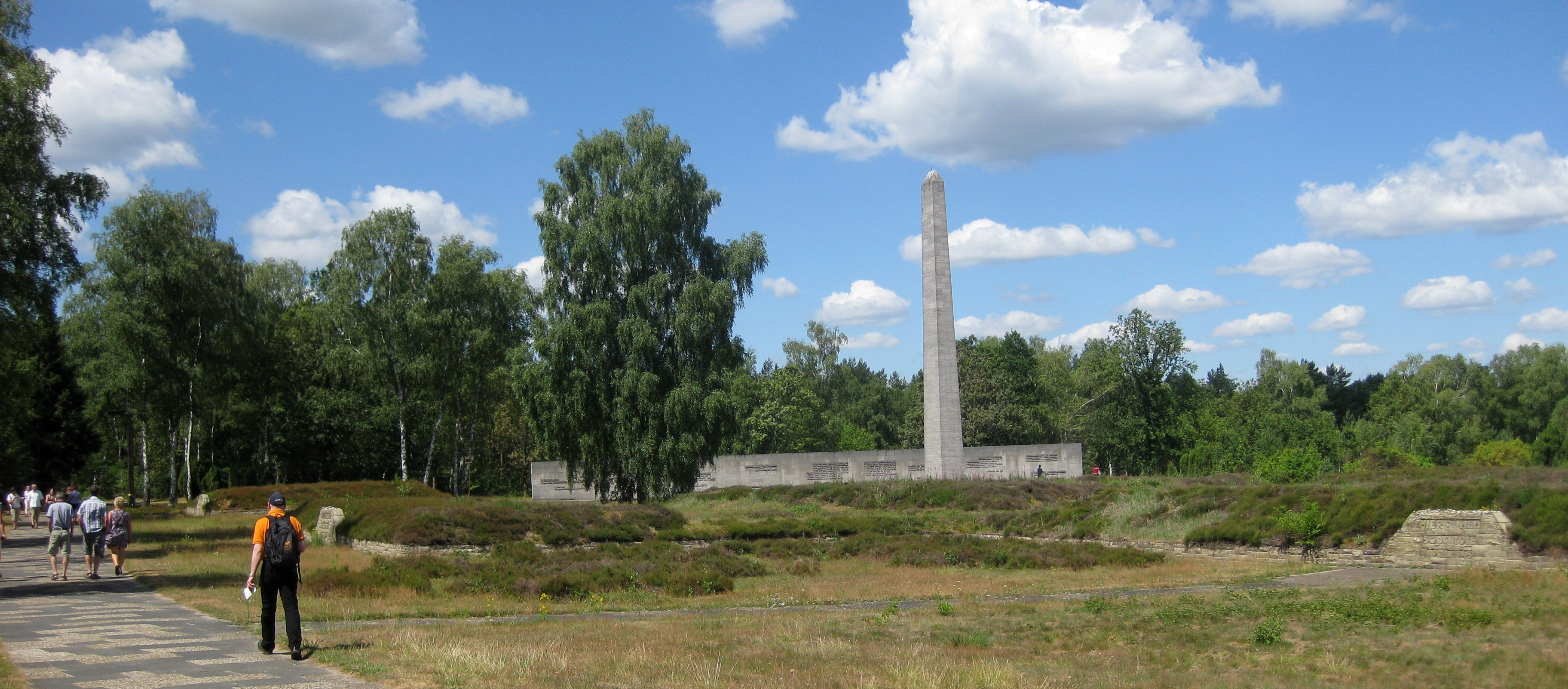
Überblick über das Gelände der Gedenkstätte Bergen-Belsen

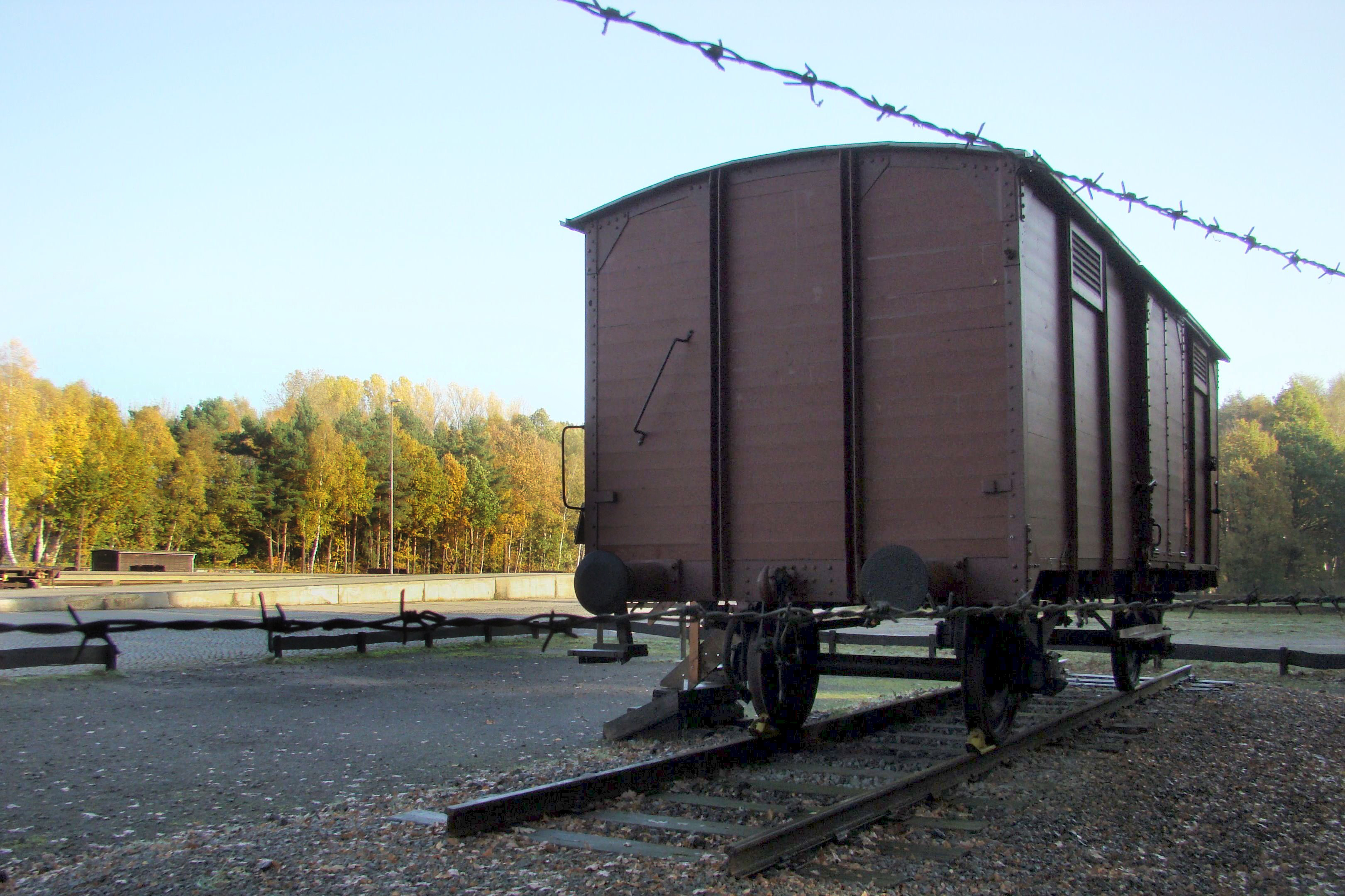
Historischer Transport-Waggon und im Hintergrund ein Teil der Verladerampe

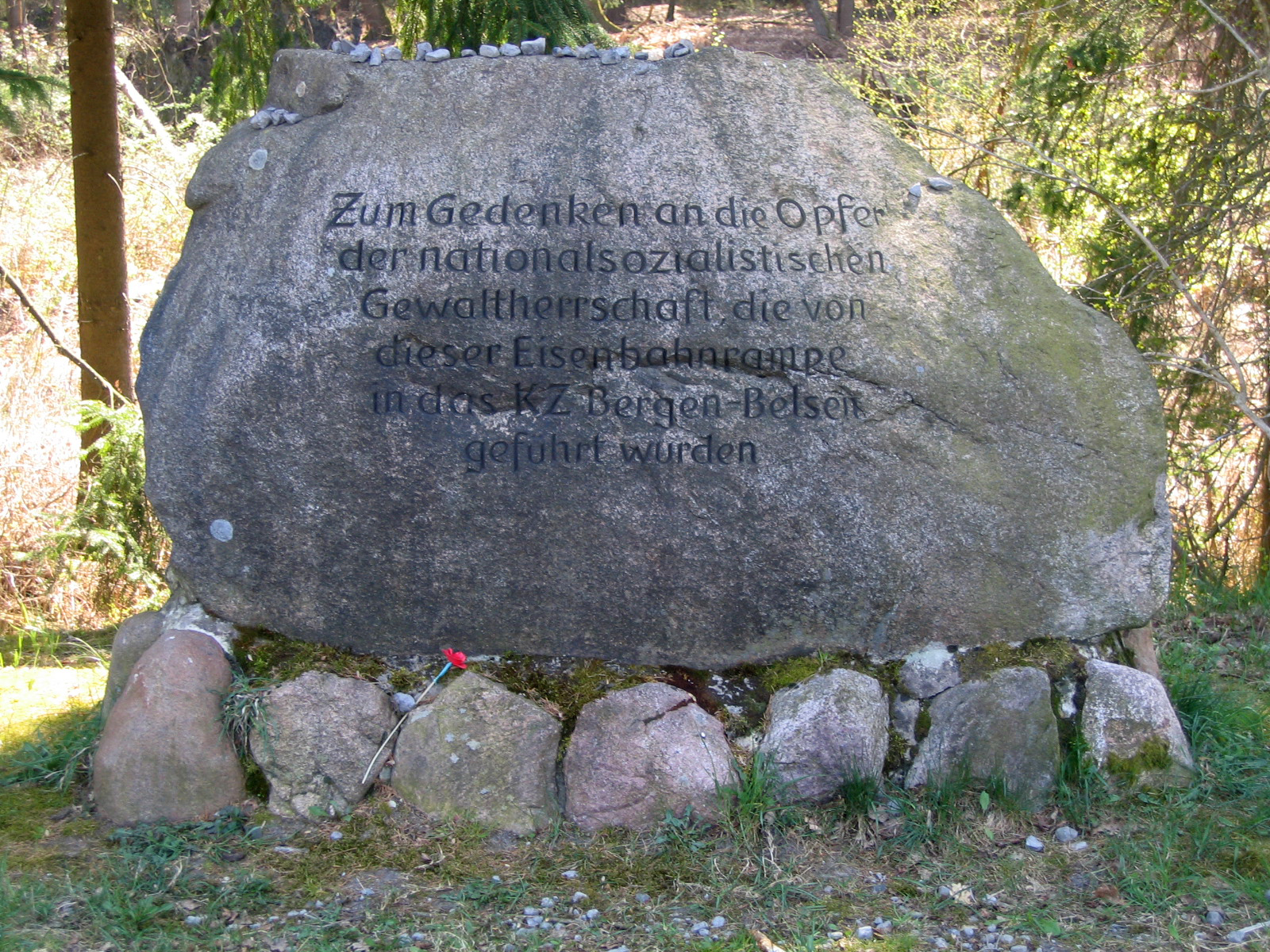
Gedenkstein für die Opfer der NS-Gewaltherrschaft, die von der Verladerampe in das KZ Bergen-Belsen geführt wurden

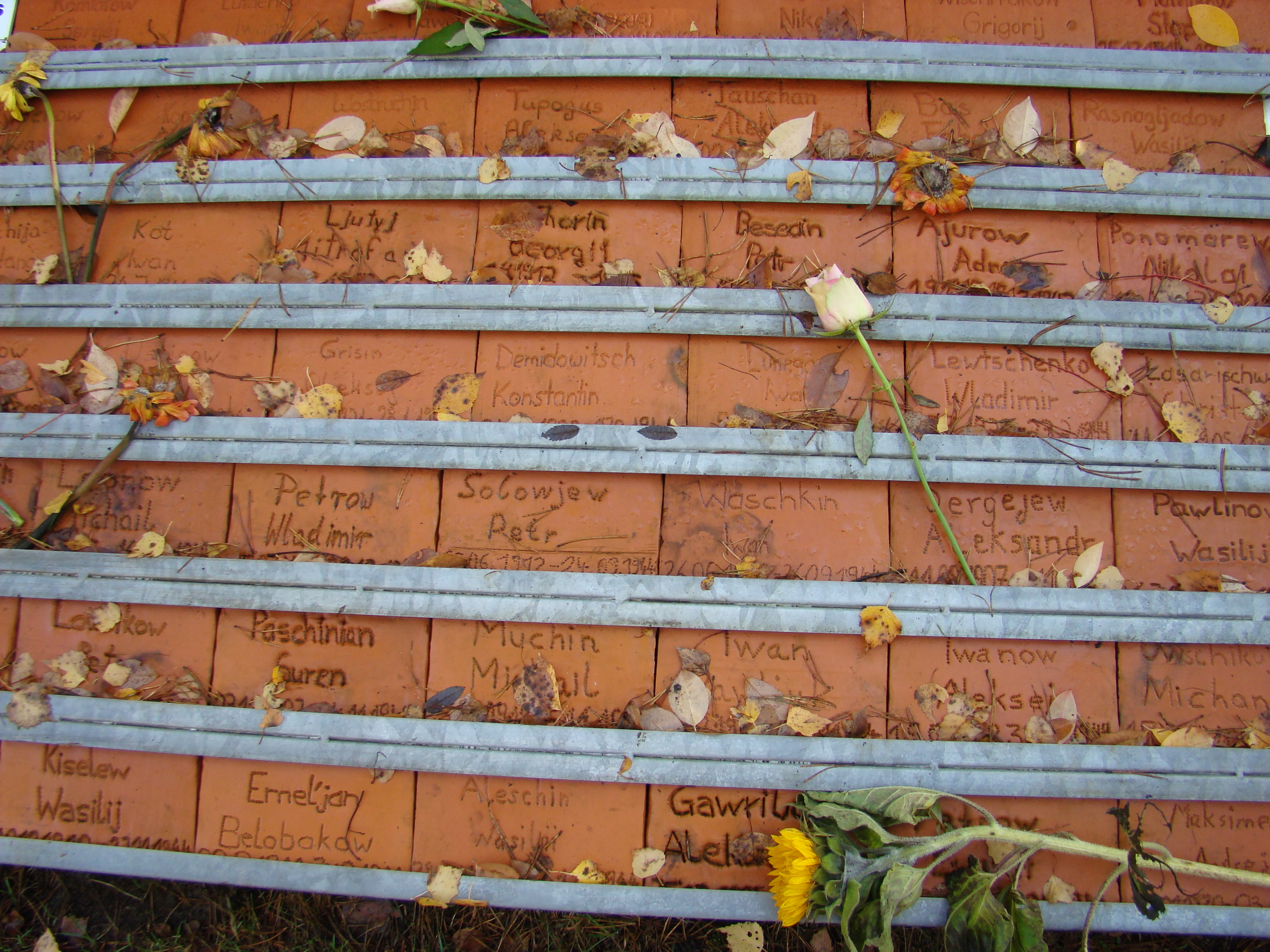
Kacheln mit Namen aus dem Projekt „Wir schreiben Eure Namen“

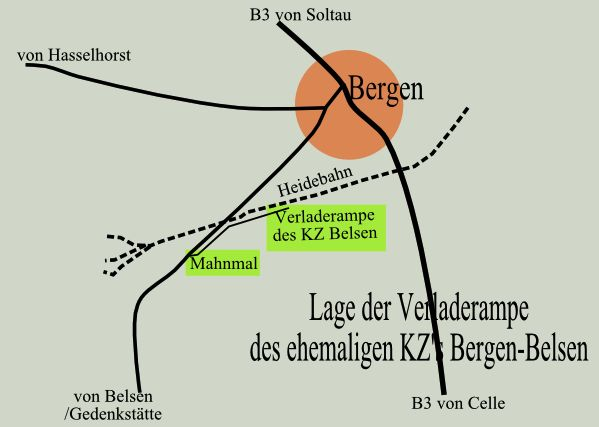
Lage der Verladerampe

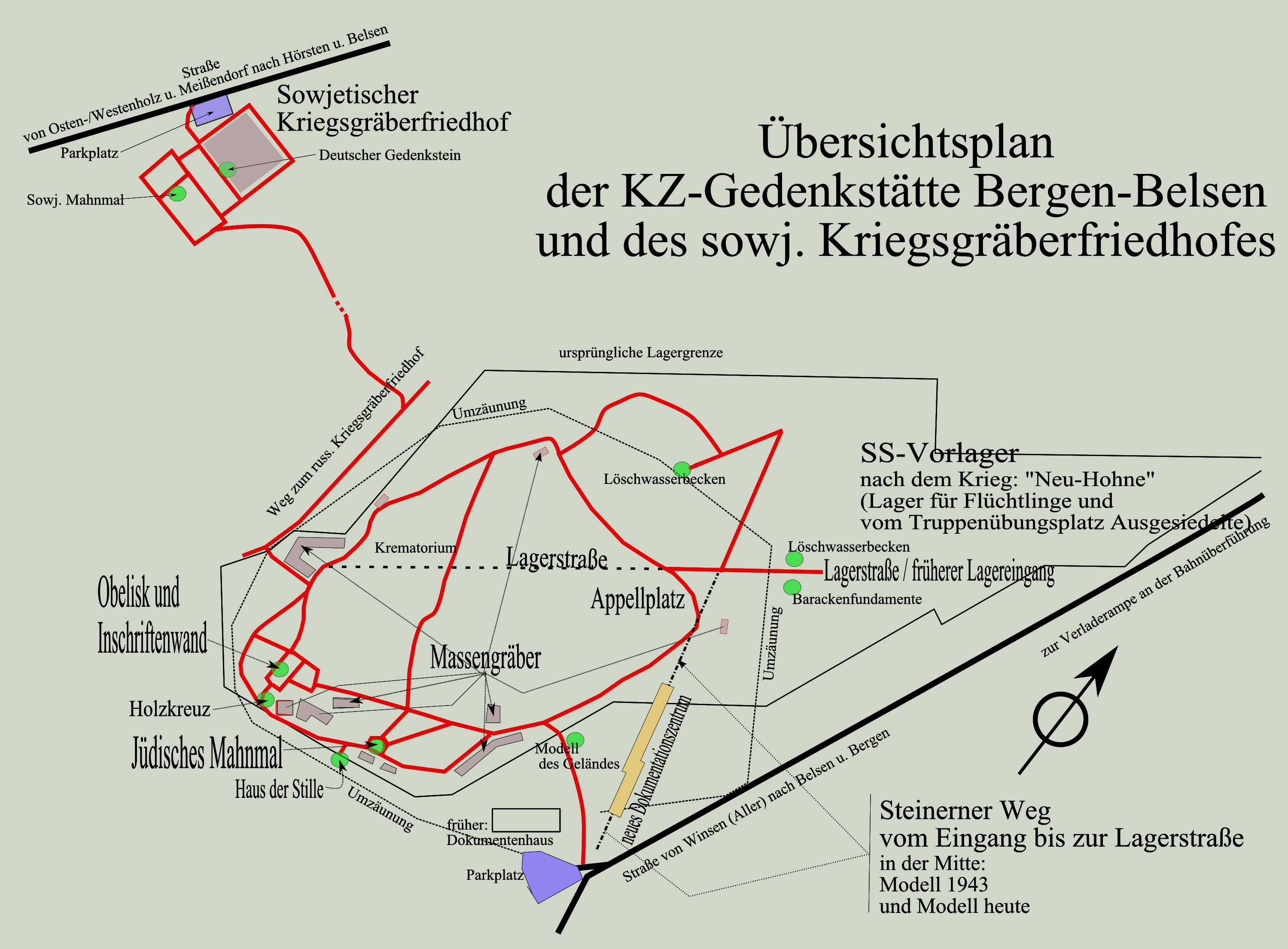
Lageplan Gedenkstätte
und sowjetischer Friedhof

### Lichter auf den Schienen
Jährlich am Sonntag nach dem 15. April gedenkt die AG Bergen-Belsen der Befreiung des Lagers durch die Briten. Am Vorabend der Gedenkveranstaltung wird mit „Lichtern auf den Schienen“ an der Verladerampe an die Menschen gedacht, die auf der Heidebahn hierher gebracht wurden. Sie sind von diesem Ort unter scharfer Bewachung den etwa sechs Kilometer langen Weg in das KZ Bergen-Belsen getrieben worden.

### Erinnerungsweg
Die AG unterstützt das Projekt von Jugendverbänden, diesen Weg als „Erinnerungsweg“ besonders zu gestalten. Eine weiße Linie beginnt an der Rampe und endet gegenüber dem ehemaligen Lagereingang. Geplant ist, den Weg mit Texten zu versehen.
Bei den Gedenkveranstaltungen verteilt die AG am Eingang Blumen an die Teilnehmer, die diese an der Stelle ihres persönlichen Gedenkens niederlegen können.

### Lichter auf den Schienen im „Corona-Jahr“
Im Jahre 2020 konnte die Veranstaltung wegen der COVID-19-Pandemie nicht wie gewohnt stattfinden. Statt des Gesprächs am Waggon wurden Lesungen von Jugendlichen ins Netz gestellt.
- Die Rampe
- Ein Befreier erzählt
- Anita Lasker-Wallfisch
- Yvonne Koch
- Hugo Höllenreiner
- Marion Blumenthal

### Verladerampe
Linksseitig der Straße von Bergen zur Gedenkstätte Belsen, befindet sich hinter der Bahnüberführung ein Mahnmal von Hans-Jürgen Breuste, das an die Verladerampe erinnert. Ein Fußweg führt parallel zum ältesten erhaltenen Gleis von 1936 bis zu einem Waggon.
Dieser Ort wurde auf Antrag der Arbeitsgemeinschaft Bergen-Belsen unter Denkmalschutz gestellt.

„Unweit der Gedenkstätte Bergen-Belsen (Kreis Celle) wurde im April 2002 auf Initiative der »Arbeitsgemeinschaft Bergen-Belsen« neben der Rampe am Rande des heutigen Truppenübungsplatzes ein gedeckter Güterwagen alter Bauart aufgestellt, der zuletzt von der Museumsbahn in Weyhe – Leeste (Niedersachsen) gekommen war. Sein eisernes Gerippe wurde durch Soldaten der Bundeswehr in Bergen-Hohne mit neuen Brettern versehen. Im Jahr zuvor war vom Militär am Bahnhof Bergen bei Bauarbeiten irrtümlich ein Teil der seit September 2000 denkmalgeschützten Verladerampe abgerissen worden, die daraufhin wieder hergestellt werden musste.“

### Wir schreiben Eure Namen
Etwa einen Kilometer nordwestlich der Gedenkstätte haben 20.000 sowjetische Kriegsgefangene ihre letzte Ruhestätte auf dem Kriegsgefangenen-Friedhof Hörsten gefunden. Nach 1990 wurden in einem Archiv bei Moskau die Karteikarten von allen sowjetischen Kriegsgefangenen gefunden. Schüler stellten daraufhin Ziegeltafeln mit den Namen der Opfer her. Die Namenstafeln sollen am Rande des Friedhofs auf einem kleinen Wall angebracht werden. An dem Projekt „Wir schreiben Eure Namen“, das von der AG zusammen mit dem Volksbund Deutsche Kriegsgräberfürsorge in Lüneburg durchgeführt wird, können sich Schulen oder Schülergruppen beteiligen.

### Spuren suchen – Spuren sichern
Unter dem Motto „Spuren suchen – Spuren sichern“ finden seit 1993 Jugend-Workcamps statt. Schwerpunkte waren Freilegungs- und Pflegearbeiten an baulichen Überresten, die nach Umgestaltung der Gedenkstätte im Jahre 2007 beendet wurden. Als neues Projekt wurde 2008 die Gestaltung des Erinnerungsweges aufgenommen. Gespräche mit Überlebenden des Konzentrationslagers Bergen-Belsen und Zeitzeugen sind in diesen Camps ein wesentliches Element.

### Studienfahrten
Die AG Bergen-Belsen führt regelmäßig Studienfahrten durch:
- 2004 nach Straßburg
- 2008 nach Amsterdam
- 2009 nach Prag
- 2010 nach Mittelbau-Dora
- 2011 nach Riga
- 2012 in die Emslandlager nach Esterwegen
- 2013 nach Erfurt
- 2014 nach Budapest
- 2016 nach Krakau und Auschwitz
- 2017 nach Neuengamme
- 2018 nach Warschau und Treblinka
- 2020 nach Breslau, Groß Rosen und Kreisau

Die Berichte von den Studienfahrten stehen auf der Internetseite der AG Bergen-Belsen.